# 카야딜드어
카야딜드어(Kayardild, IPA: [kajaɖilt])는 오스트레일리아 퀸즐랜드주 서북부 사우스웰즐리 제도의 원주민인 카야딜트(Kaiadilt)족의 언어이다. 라르딜어, 유쿨타어, 양칼어 등과 함께 탕카어족에 속한다. 카야딜드어는 풍부한 굴절 현상으로 유명한데, 예를 들면 명사에도 시제를 표시하고, 동사에 격 표지처럼 보이는 접사를 붙이기도 하며, 종속절을 표시하기 위해 종속절의 모든 단어를 굴절시키기도 한다.

## 음운론

### 자음
|        | 변자음   | 변자음 | 설단음   | 설단음 | 설첨음 | 설첨음 |
| 양순음 | 연구개음 | 치음   | 경구개음 | 치경음 | 권설음 |        |
| ------ | -------- | ------ | -------- | ------ | ------ | ------ |
| 파열음 | p ⟨b⟩    | k ⟨k⟩  | t̪ ⟨th⟩   | c ⟨j⟩  | t ⟨d⟩  | ʈ ⟨rd⟩ |
| 비음   | m ⟨m⟩    | ŋ ⟨ng⟩ | n̪ ⟨nh⟩   | ɲ ⟨ny⟩ | n ⟨n⟩  | ɳ ⟨rn⟩ |
| 전동음 |          |        |          |        | r ⟨rr⟩ |        |
| 설측음 |          |        |          |        | l ⟨l⟩  |        |
| 접근음 | w ⟨w⟩    | w ⟨w⟩  |          | j ⟨y⟩  |        | ɻ ⟨r⟩  |

음성학적으로 어두에서 설첨음은 권설음만이 나타나고, 치경음은 나타나지 않는다. 즉 어두에서 권설성은 변별적이지 않다.

### 모음
|        | 전설          | 후설          |
| ------ | ------------- | ------------- |
| 고모음 | i ⟨i⟩ iː ⟨ii⟩ | u ⟨u⟩ uː ⟨uu⟩ |
| 저모음 | a ⟨a⟩ aː ⟨aa⟩ | a ⟨a⟩ aː ⟨aa⟩ |

### 음소배열론
음절 구조는 최소 CV, 최대 CVCC이다. 모음 사이에는 1~3개의 자음이 올 수 있으며 허용되는 자음군의 종류는 정해져 있다. 형태소 경계에서 허용되지 않는 자음군이 만들어질 경우, 형태음운론적 규칙이 적용되어 허용되는 자음군으로 바뀐다. 일부 예외를 제외하면 모든 단어는 자음으로 시작해 모음으로 끝난다.

### 운율론
음운론적 단어의 경계는 통사론적 단어의 경계와 일치한다. 단어의 강세는 변별적이지 않으며 예측 가능하다. 주강세는 단어의 첫 음절에 온다. 제2강세의 위치를 결정하는 규칙은 복잡하며 무표적인 위치는 뒤에서 두 번째 음절이다.
운율단위(breath group)의 끝에 놓인 어말의 /a/는 탈락된다. 단, 어말의 탈격 접미사 -(k(i))na와, 영어와 라르딜어 차용어는 예외이다. 예를 들어 ‘카야딜드’라는 단어의 기본형은 ‘Kayardilda’이지만 홀로 쓰이거나 문장 끝에 올 경우 ‘Kayardild’로 소리난다.

## 형태론
카야딜드어는 주격-대격 언어이며 교착어이고 의존어표시 언어이다. 카야딜드어의 모든 접사는 접미사이다.
카야딜드어 형태론의 특이한 점은 하나의 문법자질이 다른 여러 문법자질과 동일하게 실현되는 경우가 많다는 점이다. 예를 들어 /-ki/라는 형태는 명사 등에 붙어 처격이라는 격이나 ‘실현됨’(Instantiated)이라는 양태성을 실현하기도 하고, 동사 등에 붙어 직면시제(Immediate)라는 시제를 실현하기도 하고, 특정한 종속절의 단어들에 붙어 주절과의 관계를 표시하기도 한다. /-inja/라는 형태는 사격이라는 격이나 ‘감정적’(Emotive)이라는 양태성을 실현하기도 하고, 권고법이라는 법을 실현하기도 하며, 역시 주절과 종속절의 관계를 표현하기도 한다. 처격의 /-ki/와 양태성의 /-ki/ 등 각각의 기능에 대응하는 형태들은 다양한 환경에서 (거의) 동일한 이형태를 보이며 동일한 분포적 제약을 따른다. 그러므로 이 같은 동일한 실현은 우연이 아니며 이들은 실제로 동일한 형태론적 요소라고 생각된다. 역사언어학적 증거도 이를 뒷받침한다.
이와 같은 이유에서 Evans (1995a:101)는 명사류에 표시되는 다양한 문법기능들을 격이라는 하나의 문법범주가 수행하는 기능이라 분석하였다. 그에 따르면 카야딜드어에서 격은 다음의 다섯 가지 기능을 수행한다. 동사에 붙는 시상법 접미사 중에도 그가 말한 격 접미사와 똑같이 생긴 것들이 있지만, 이것은 격이라고 분석하지 않았다.
1. 관형적 격(Adnominal case)은 명사와 다른 명사 간의 관계를 표시한다. 예를 들어 소유를 나타내는 속격이 있다.
2. 관계적 격(Relational case)은 명사의 문법관계를 표시한다. 예를 들어 주어를 나타내는 주격이 있다.
3. 양태적 격(Modal case)은 명사류에 붙어 절의 시제·상·법을 표시한다.
4. 연관적 격(Associating case)은 명사와 명사화된 동사 간의 관계를 표시한다.
5. 보문적 격(Complementizing case)은 절 전체에 표시되며, 주절과 종속절 간의 관계를 표시한다.

이러한 분석에 따라 그는 카야딜드어에서 한 단어에 격표지가 최대 4겹까지 붙을 수 있고, 시제·상·법이나 절 간의 관계를 표시하는 데도 격이 사용된다고 주장하였다. 이와 같이 격이라는 용어의 의미를 확장하면서 그는 격에 대한 Mel’cuk (1986)의 기준을 인용하였다. 이에 의하면 어떤 굴절범주가 격이라 불리려면 첫째로 일치를 보여야 하고, 둘째로 통사적 의존성의 여러 유형을 구분하기 위해 사용되어야 한다.
한편 Round (2013)는 이 분석에 반대하였다. 그는 1과 2만을 격으로 인정하고, 3과 4는 비어간성 시상법(athematic TAM)이라는 굴절범주로, 5는 보문화(complementization)와 분리성(sejunct)이라는 두 개의 굴절범주로 분석하였다.
Round (2013)는 카야딜드어 형태론은 기존의 형태소 이론으로 설명하기 곤란하다고 주장하며, 대신에 모폼(morphome) 이론에 기반한 설명을 제시했다. 음운론의 기본 단위가 음소이고 통사론의 기본 단위가 단어이듯이, 모폼은 형태론의 기본 단위이며 고유한 형태와 이형태, 분포적 제약 등을 가지고 있다. 모폼과 형태소의 차이점은, 형태소는 형태뿐만 아니라 고유한 의미를 가지고 있지만 모폼은 그렇지 않다는 것이다. 서로 다른 문법기능들이 동일한 모폼으로 실현될 수도 있고, 하나의 문법기능을 실현하기 위해 여러 개의 모폼이 필요할 수도 있다. Round (2013)에 따르면 /-ki/의 다양한 기능들은 처격이라는 하나의 문법범주가 수행하는 다양한 기능이 아니라, /-ki/라는 모폼으로 실현되는 다양한 문법범주들(처격, 실현됨, 직면시제, 보문화 등) 각각의 기능이다.

### 격
| Evans(1995a)          | Round(2013) | 기본형      | 주요 기능 |
| --------------------- | ----------- | ----------- | --------- |
| 주격(Nominative)      | ∅           | {-ka}       |           |
| 처격(Locative)        |             | {-kiya}     |           |
| 탈격(Ablative)        |             | {-kina[ba]} |           |
| 보유격(Proprietive)   |             | {-ku[ru]}   |           |
| 사격(Oblique)         |             | {-inja}     |           |
| 향격(Allative)        |             | {-kir[ing]} |           |
| 속격(Genitive)        |             | {-karra[n]} |           |
| 도구격(Instrumental)  |             | -nguni      |           |
| 연관격(Associative)   |             | -nurru      |           |
| 기원격(Origin)        |             | -wan-       |           |
| 결여격(Privative)     |             | -warri      |           |
| 귀결격(Consequential) |             | -ngarrba    |           |
| 용도격(Utilitive)     |             | -marra      |           |

## 참고 문헌
- Evans, Nicholas.  1988. Odd topic marking in Kayardild.  In Peter Austin, ed., Complex sentence constructions in Australian Languages.  Amsterdam: John Benjamins. pp. 219–266.
- Evans, Nicholas. 1992. Kayardild Dictionary and Thesaurus.  University of Melbourne: Department of Linguistics and Language Studies.
- Evans, Nicholas (1995a). 《A Grammar of Kayardild》. Berlin: Mouton de Gruyter.
- Evans, Nicholas. 1995c. The Kayardild language. In Julia Robinson, ed. Voices of Queensland. Melbourne: Oxford University Press.
- Evans, Nicholas. 1995d.  Multiple case in Kayardild: anti-iconicity and the diachronic filter. In F. Plank, ed., Double case. Agreement by Suffixaufnahme. Oxford: University Press. pp. 396–428.
- Evans, Nicholas. 2001. Typologies of agreement: some problems from Kayardild. Transactions of the Philological Society 101.2:203-234.
- Evans, Nicholas. 2006. Kayardild. In Keith Brown (ed.), Encyclopaedia of Language and Linguistics, Vol. 6.  Oxford: Elsevier.  pp. 168–9.
- Round, Erich. 2009. Kayardild Morphology, Phonology, and Morphosyntax. PhD dissertation, Yale University.
- Round, Erich (2013). 《Kayardild Morphology and Syntax》. Oxford: Oxford University Press.